# Cornelio Malvasia
Cornelio Malvasia, né à Bologne le 11 avril 1603 et mort dans cette même ville le 29 mars 1664, était noble et militaire italien.

## Biographie
Cornelio Malvasia qui est né en 1603 dans une famille aristocratique de Bologne est le cousin de Carlo Cesare Malvasia.
Pendant la guerre de Castro il commande la cavalerie papale contre le duché de Parme. Il devient conseiller militaire d'Alphonse IV d'Este et est nommé Maréchal des troupes françaises en Italie dont le général est Francesco II d'Este.
En 1656, il visite Paris. Le roi Louis XIV lui alloue une pension annuelle de 400 louis d'or et le cardinal Mazarin lui offre une broche en diamant.

## Astronomie
Cornelio Malvasia s'intéresse à l'astronomie pendant toute sa carrière militaire. Élu sénateur à Bologne, en 1640 il commence la construction de l'observatoire de Panzano.
En 1645, il invite Giovanni Domenico Cassini à Bologne et entretient des correspondances avec d'autres astronomes
,  et 17 ans plus tard il publie une œuvre « à quatre mains », Ephemerides novissimae motuum coelestium.

## Publication
- (la) Luca Gaurico (trad. Cornelio Malvasia), Astrologia quam vocant iudiciariam in aphorismos resoluta, Frankfurt am Main, Johann Theobald Schönwetter, 1638 (lire en ligne)
- (it) Discorso dell'anno astrologico 1647, Bologna, eredi di Evangelista Dozza, 1647 (lire en ligne)
- (it) Malvasia Cornelio, Discorso dell'anno astrologico 1649, Evangelista Dozza, 1649 (lire en ligne)
- (it) Discorso dell'anno astrologico 1650, Bologna, Giacomo Monti, 1650 (lire en ligne)